# Donja Motičina
Donja Motičina est un village et une municipalité située dans le comitat d'Osijek-Baranja, en Croatie. Au recensement de 2001, la municipalité comptait 1 865 habitants, dont 96,89 % de Croates et le village seul comptait 1 310 habitants.

## Localités
La municipalité de Donja Motičina compte 3 localités :
- Donja Motičina
- Gornja Motičina
- Seona